# 693
Évszázadok: 6. század – 7. század – 8. század
Évtizedek: 640-es évek – 650-es évek – 660-as évek – 670-es évek – 680-as évek – 690-es évek – 700-as évek – 710-es évek – 720-as évek – 730-as évek – 740-es évek
Évek: 688 – 689 – 690 – 691 –  692 – 693 – 694 – 695 – 696 – 697 – 698

## Események

### Európa
- Sisebert toledói érsek összeesküvést szervez Ergica vizigót király megbuktatására és Sunifred herceg trónra ültetésére. A királyt és feleségét nem sikerül meggyilkolniuk, de a fővárost, Toledót egy időre a hatalmukba kerítik és pénzt is vernek Sunifred nevében. Ergica azonban leveri a lázadást és összehívja a 16. toledói zsinatot, ahol az érseket kitaszítják a papi rendből és élete végéig kiátkozzák. A zsinat egyúttal módosítja a vizigót törvénykönyvet, többek között kasztrálással és korbácsolással büntetve a homoszexuálisokat.
- Meghal III. Bridei, a piktek királya. Utóda Taran.
- Canterbury érsekévé szentelik Berhtwaldot, miután a tisztség két évre megüresedett a Kenti Királyság zavaros viszonyai miatt.
- Meghal Earconwald, London püspöke. Utóda Waldhere.
- Meghal III. Paulosz, konstantinápolyi pátriárka. Utóda I. Kallinikosz.

## Születések
- I. Alfonz, asztúriai király

## Halálozások
- december 17. – Szent Begga, Landeni Pipin lánya, katolikus szent
- III. Bridei, pikt király
- Earconwald, London püspöke
- III. Paulosz, konstantinápolyi pátriárka

## Fordítás
- Ez a szócikk részben vagy egészben  a(z)   693 című angol Wikipédia-szócikk ezen változatának fordításán alapul.  Az eredeti cikk szerkesztőit annak laptörténete sorolja fel. Ez a jelzés csupán a megfogalmazás eredetét és a szerzői jogokat jelzi, nem szolgál a cikkben szereplő információk forrásmegjelöléseként.